# Rakowice Małe
Rakowice Małe (niem. Wenig-Rackwitz) – wieś w Polsce położona w województwie dolnośląskim, w powiecie lwóweckim, w gminie Lwówek Śląski.

## Położenie
Rakowice Małe to niewielka wieś leżąca na Pogórzu Izerskim, w Niecce Lwóweckiej, na lewym brzegu Bóbru, na wysokości około 195–200 m n.p.m.

## Podział administracyjny
W latach 1975–1998 miejscowość administracyjnie należała do województwa jeleniogórskiego.

## Historia

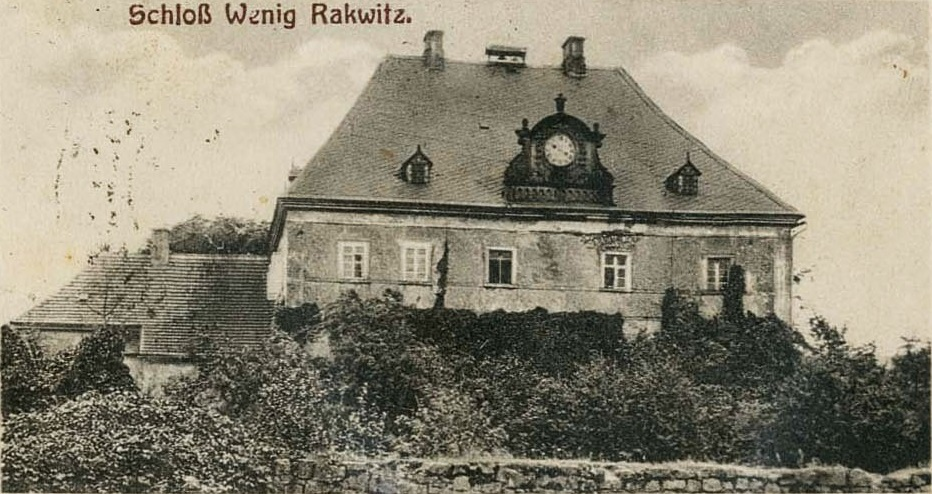
Pałac w Rakowicach Małych

Rakowice Małe były starą słowiańską wsią, powstałą prawdopodobnie później niż Rakowice Wielkie. Pierwsza wzmianka pochodzi dopiero z 1340 roku. Nazwa pochodzi najprawdopodobniej od łowionych tu raków. 
Po roku 1872 złoża miejscowych piaskowców zaczęła eksploatować firma Zeidler & Wimmel. Swój szczytowy rozwój kamieniołom osiągnął w latach 80. XIX wieku, w czasach budowy gmachu parlamentu Rzeszy w Berlinie, gdy zatrudnienie znajdowało tu 300 osób.
W miejscowości, do 1968, istniał Pałac w Rakowicach Małych.